# Old English Black
Vous lisez un « bon article » labellisé en 2014.
L'Old English Black est une ancienne race de chevaux de trait britannique, désormais disparue. Probablement issus du Frison et de grands chevaux flamands, ses ancêtres pourraient avoir gagné l'Angleterre dès les XIe et XIIe siècles. William III d'Angleterre développe une lignée connue sous le nom de « cheval noir du Lincolnshire ». Ancêtre direct du Shire, l'Old English Black est le plus grand et le plus lourd des chevaux de trait de son époque. Cheval de traction lourde au pas, il est utilisé pour tous types de travaux agricoles ou industriels impliquant le déplacement d'un pesant chargement. Élevé à l'origine dans les comtés du Northamptonshire et du Leicestershire, il se répand ensuite dans les autres comtés, puis dans toute l'Angleterre au XIXe siècle. 
Il disparaît à la fin du même siècle sous ce nom, en formant la race du Shire et en influençant le Clydesdale, les deux plus grandes races de trait britanniques.

## Histoire
Il existe diverses hypothèses sur la provenance de cette race. La plupart des spécialistes récents, dont l'Anglais Anthony A. Dent, pensent que l'Old English Black descend de l'ancêtre du Frison, élevé dans la plaine de Flandre et la Frise,. Il s'agirait d'un cheval sauvage de robe noire, commun aux plaines des actuels territoires de France et de Belgique.
Pour Sir Walter Gilbey et la vulgarisatrice Marguerite Henry, l'Old English Black trouve ses origines dans des chevaux qui ont traversé la Manche lors de la bataille d'Hastings, qui s'est déroulée le 14 octobre 1066. Les vainqueurs auraient pris quelques grands chevaux européens pour les croiser avec des juments indigènes anglaises. Certains auteurs anglais du XIXe siècle, comme David Low, décrivent tout simplement la race comme native d'Angleterre. Le Mason's World Dictionary of Livestock Breeds assimile l'Old English Black à un cheval de guerre anglais lui aussi éteint, et au fameux « Great Horse » des chroniques médiévales, ajoutant qu'il est lui-même issu de chevaux flamands. Cette théorie a été popularisée par Sir Walter Gilbey, qui voit dans l'Old English Black un lointain descendant de destriers du Moyen Âge d'origine flamande, nommés « Great Horses »,. Cette théorie est reconnue comme une vérité scientifique jusque dans les années 1970. La filiation entre chevaux de trait et destriers médiévaux est remise en cause par des études plus récentes.

### Fixation de la race
Des chevaux plus robustes que la moyenne connue à l'époque sont mentionnés en Est-Anglie dès le XIIe siècle, formant la souche originelle de l'Old English Black, d'après l'universitaire américaine Margaret Elsinor Derry,. Une lignée particulière, le Lincolnshire Black (cheval noir du Lincolnshire), provient de croisements effectués par William III d'Angleterre, lorsqu'il s'est aperçu que les chevaux locaux n'étaient pas assez puissants pour drainer les Fens (marais) du Lincolshire. Arthur Young, agronome anglais de la fin du XVIIIe siècle, signale l'existence de deux races de chevaux en Angleterre, le Suffolk Punch et le « large black old English horse » (en français, « vieux et grand cheval noir anglais »). 
Le modèle de la race se fixe entre 1760 et 1790, dans le Leicestershire.

### Disparition
L'Old English Black est désormais éteint comme race distincte. Ses lignées ont été fusionnées dans d'autres races. Il a fortement influencé le Clydesdale et est l'ancêtre direct du Shire. Tous deux ont de nombreuses caractéristiques héritées de leur ancêtre,, L'auteur Marguerite Henry, dans un ouvrage de vulgarisation, estime que « le nom Old English Black était trop long, la race fut donc renommée « Shire », tout simplement ». Quoi qu'il en soit, d'après le chercheur anglais Robert Trow-Smith, l'Old English Black commence à se faire connaître sous le nom de Shire au milieu du XIXe siècle. L'abandon du nom « Old English Black » est accentué par la création de la Shire Horse Society en 1878.

## Description
L'Old English Black est, en son temps, le cheval le plus grand et le plus puissant du monde. À deux ans, les poulains dépassent généralement les 1,73 m (17 mains) de haut. L'encolure est courte, la poitrine très large. Le corps massif est compact et arrondi, avec un dos court. Les membres sont très forts, parfois un peu courts, et recouverts sous les genoux et le jarret de fanons épais jusqu'aux sabots. La crinière est épaisse, et parfois frisée. Si l'Old English Black est capable de déployer une puissance considérable au travail, ses allures manquent de brillant. Son pas est court, et toutes ses actions sont lentes, défaut certainement inhérent à sa très grande taille. Sa conformation est entièrement adaptée au tirage des grosses charges,.
La robe noire est la couleur la plus fréquente dans les années 1840, mais malgré son nom, cette race n'est pas un cheval de couleur. Pendant une longue période de temps, les robes baies sont plus fréquentes que les noires. Il existe aussi des sujets rouans, gris et alezans. Les marques blanches incluent fréquemment une large liste en tête (belle face), et au moins un pied blanc. Elles sont semblables à celles des chevaux Clydesdale.

## Utilisations

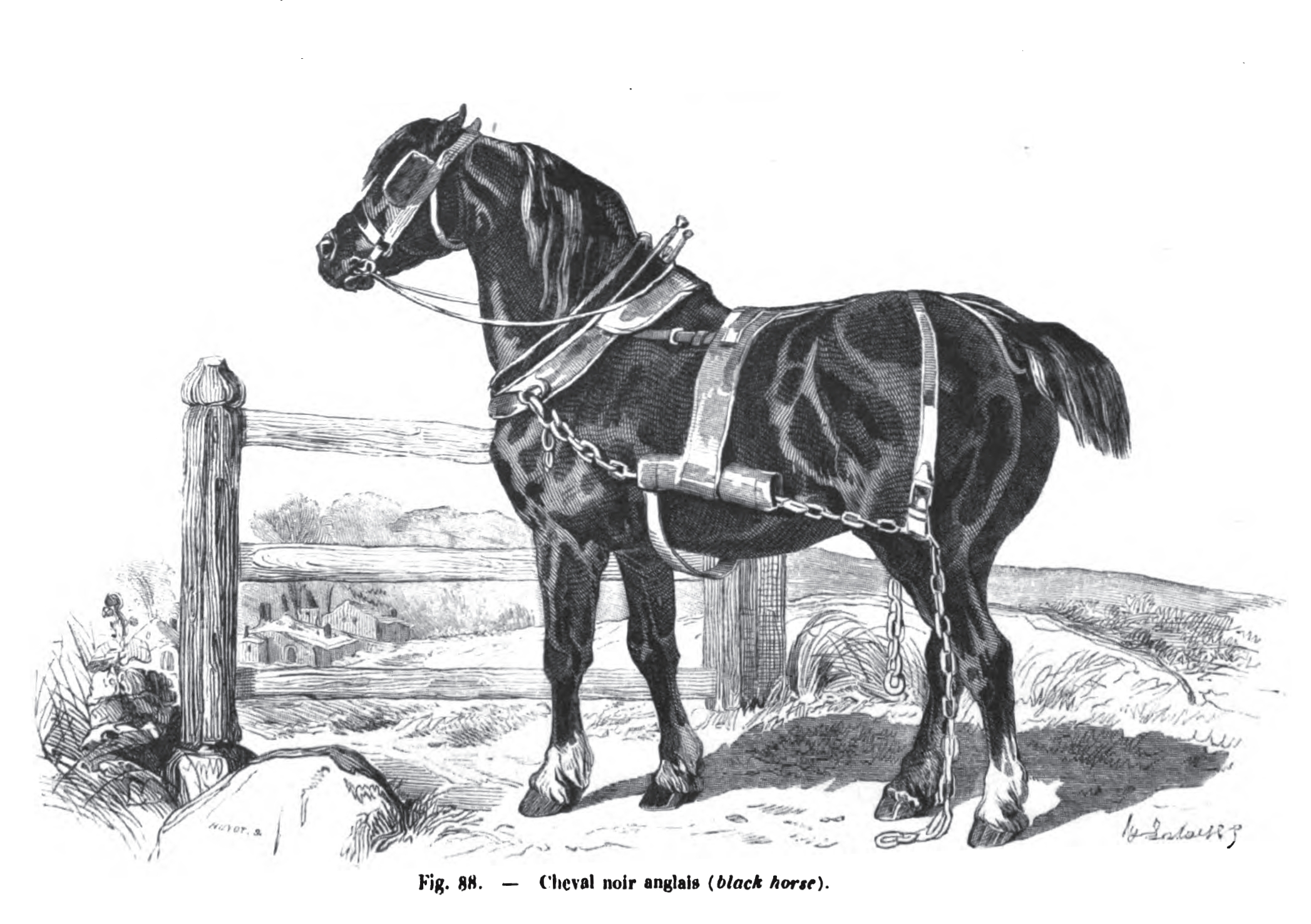
Gravure d'un Old English Black avec son harnais.

C'est un cheval de trait lourd, essentiellement utilisé au travail de traction au pas. Les témoignages des observateurs les évoquent se déplaçant à pas lents, attelés à toutes sortes d'énormes charges. Au XIXe siècle, l'Old English Black effectue le labourage des champs, tracte des chariots de minerai de charbon, des matériaux débarqués de bateaux sur les quais, et toutes sortes d'attelages lourds.

## Diffusion de l'élevage
Arthur Young précise, en 1770, que l'Old English Black est élevé à grande échelle à Naseby, dans le Northamptonshire. Les poulains de deux ans sont vendus à la foire d'Harborough pour un prix élevé. Au siècle suivant, il s'élève partout dans les comtés du Leicestershire, du Lincolnshire, du Derbyshire, du Staffordshire, du Cambridgeshire, des Huntingdonshire, Northamptonshire, Nottinghamshire et Warwickshire. En 1834, il est le plus commun des chevaux de trait trouvés sur l'île de Grande-Bretagne, avant le Clydesdale, le Cleveland Bay et le Suffolk Punch. Dans les années 1840, une forte demande existe pour ce cheval, qui est employé tant dans les midlands que dans le Sud de l'Angleterre : il est omniprésent dans les villes, les campagnes, ainsi que les zones de commerce côtières.